# Våler i Østfold
Våler i Østfold é uma comuna da Noruega, com 256 km² de área e 4 003 habitantes (censo de 2004).